# یایرو ریدوالد
یایرو ریدوالد (هلندی: Jaïro Riedewald؛ زادهٔ ۹ سپتامبر ۱۹۹۶ در هارلم) یک بازیکن فوتبال اهل هلند است که در پست مدافع مرکزی برای کریستال پالاس در لیگ برتر فوتبال انگلستان بازی می‌کند. وی توانایی بازی در پست دفاع چپ نیز دارد.

## تیم ملی
وی همچنین در تیم ملی فوتبال هلند بازی کرده است.

## زندگی شخصی
وی در هارلم هلند به دنیا آمده‌است. پدرش سورینامی و مادرش هلندی-اندونزیایی است.

## افتخارات

### باشگاهی
- آژاکس
  - اردویسه (۱): ۱۴–۲۰۱۳